# Tisbe reluctans
Tisbe reluctans is een eenoogkreeftjessoort uit de familie van de Tisbidae. De wetenschappelijke naam van de soort is voor het eerst geldig gepubliceerd in 1968 door Volkmann-Rocco.